# Хадсон (Флорида)
Хадсон (англ. Hudson) — статистически обособленная местность, расположенная в округе Паско (штат Флорида, США) с населением в 12 765 человек по статистическим данным переписи 2000 года.

## География
По данным Бюро переписи населения США статистически обособленная местность Хадсон имеет общую площадь в 16,58 квадратных километров, водных ресурсов в черте населённого пункта не имеется.
Статистически обособленная местность Хадсон расположена на высоте 3 м над уровнем моря.

## Демография
По данным переписи населения 2000 года в Хадсонe проживало 12 765 человек, 3910 семей, насчитывалось 6130 домашних хозяйств и 7686 жилых домов. Средняя плотность населения составляла около 769,9 человек на один квадратный километр. Расовый состав населённого пункта распределился следующим образом: 96,87 % белых,  — чёрных или афроамериканцев, 0,22 % — коренных американцев, 0,91 % — азиатов, 0,03 % — выходцев с тихоокеанских островов, 1,19 % — представителей смешанных рас, 0,42 % — других народностей. Испаноговорящие составили 2,60 % от всех жителей статистически обособленной местности.

Население статистически обособленной местности по возрастному диапазону по данным переписи 2000 года распределилось следующим образом:  — жители младше 18 лет, 4,0 % — между 18 и 24 годами, 17,1 % — от 25 до 44 лет, 27,4 % — от 45 до 64 лет и 38,6 % — в возрасте 65 лет и старше. Средний возраст жителей составил 57 лет. На каждые 100 женщин в Хадсонe приходилось  мужчин, при этом на каждые сто женщин 18 лет и старше приходилось  мужчин также старше 18 лет.
Средний доход на одно домашнее хозяйство статистически обособленной местности составил 33 177 долларов США, а средний доход на одну семью — 39 708 долларов. При этом мужчины имели средний доход в 30 688 долларов США в год против 24 620 долларов среднегодового дохода у женщин. Доход на душу населения статистически обособленной местности составил 33 177 долларов в год. 5,5 % от всего числа семей в населённом пункте и 9,9 % от всей численности населения находилось на момент переписи населения за чертой бедности, при этом 12,3 % из них были моложе 18 лет и 8,1 % — в возрасте 65 лет и старше.